# Liste de gares en Allemagne
La liste de gares en Allemagne, est une liste non exhaustive de gares ferroviaires du réseau des chemins de fer en Allemagne.

## Liste par ordre alphabétique

### A
- Aachen Hauptbahnhof
- Aachen West
- Appenweier
- Augsburg Hauptbahnhof

### B
- Gare de Bad Cannstatt
- Gare de Bad Griesbach
- Gare de Baden-Baden
- Gare de Berg

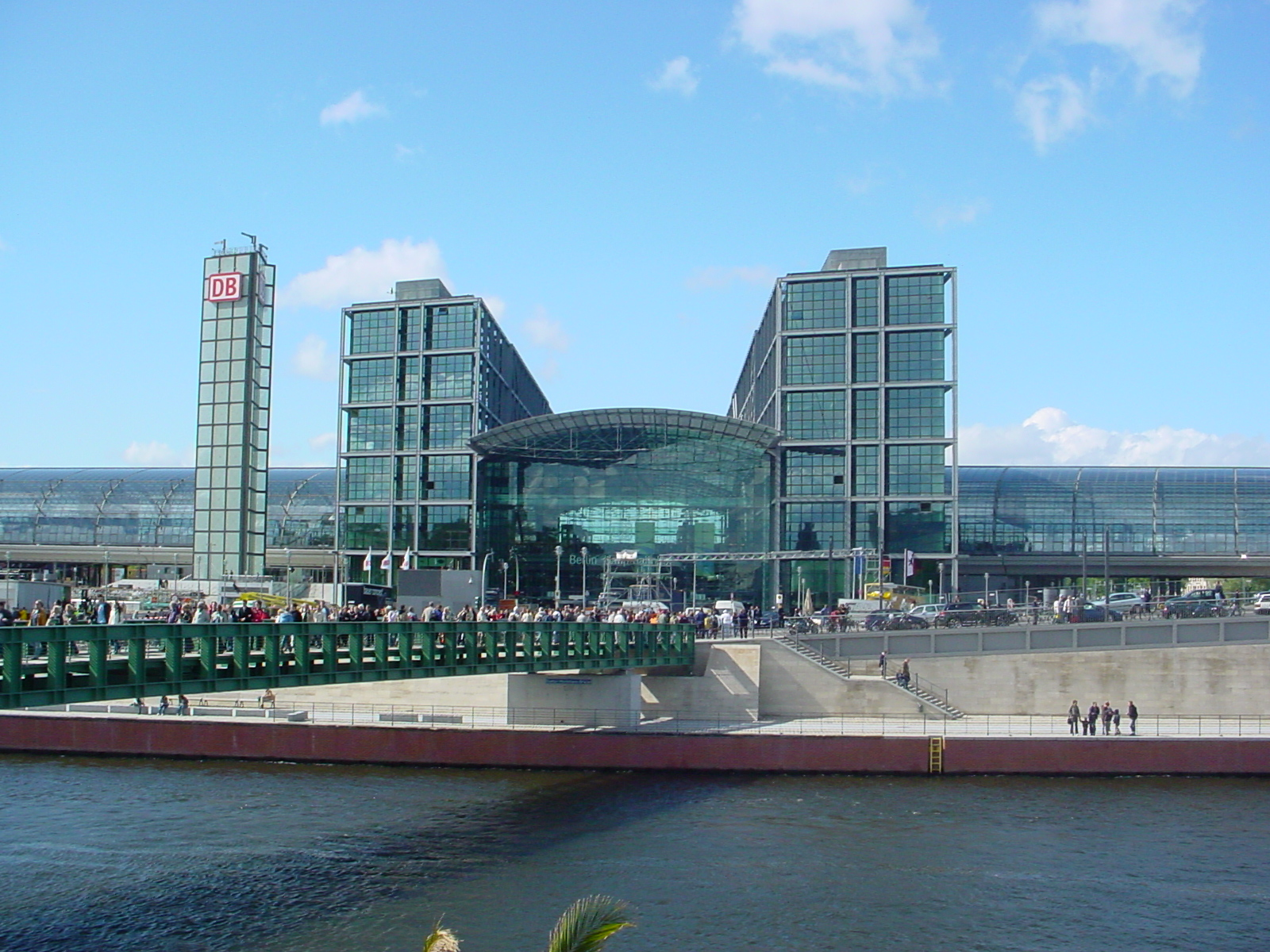
Gare centrale de Berlin

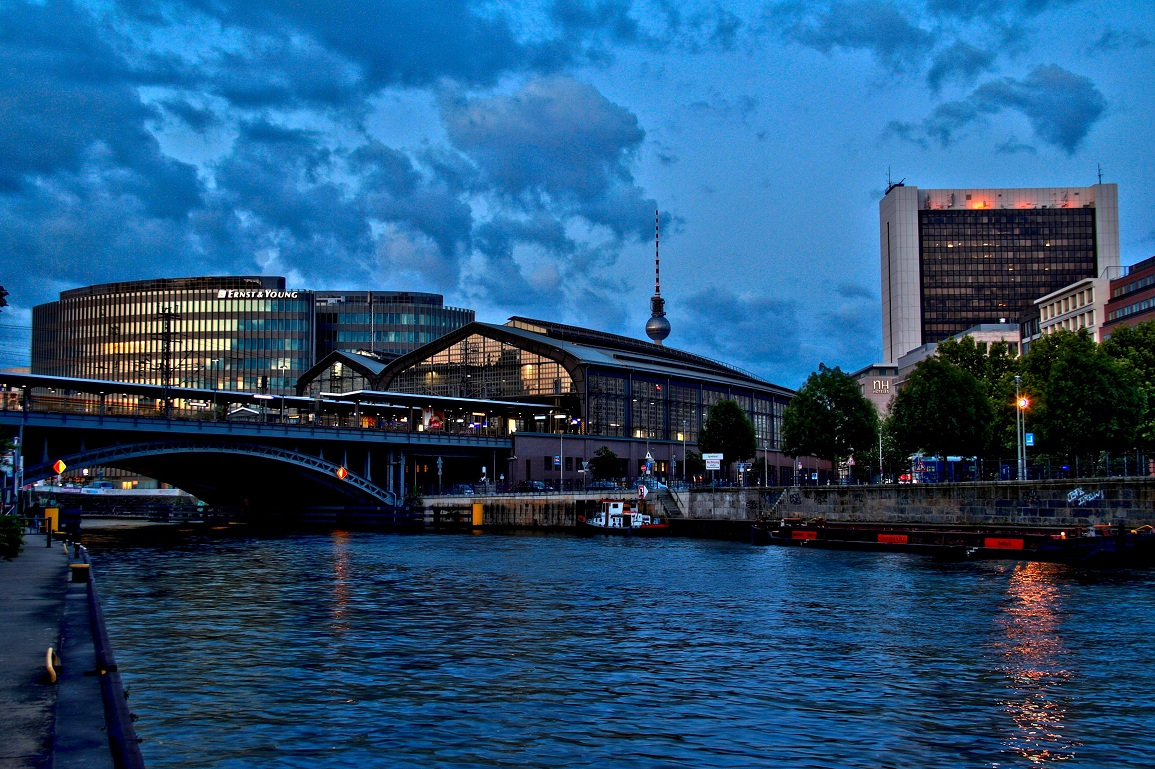
Gare de Berlin Friedrichstraße

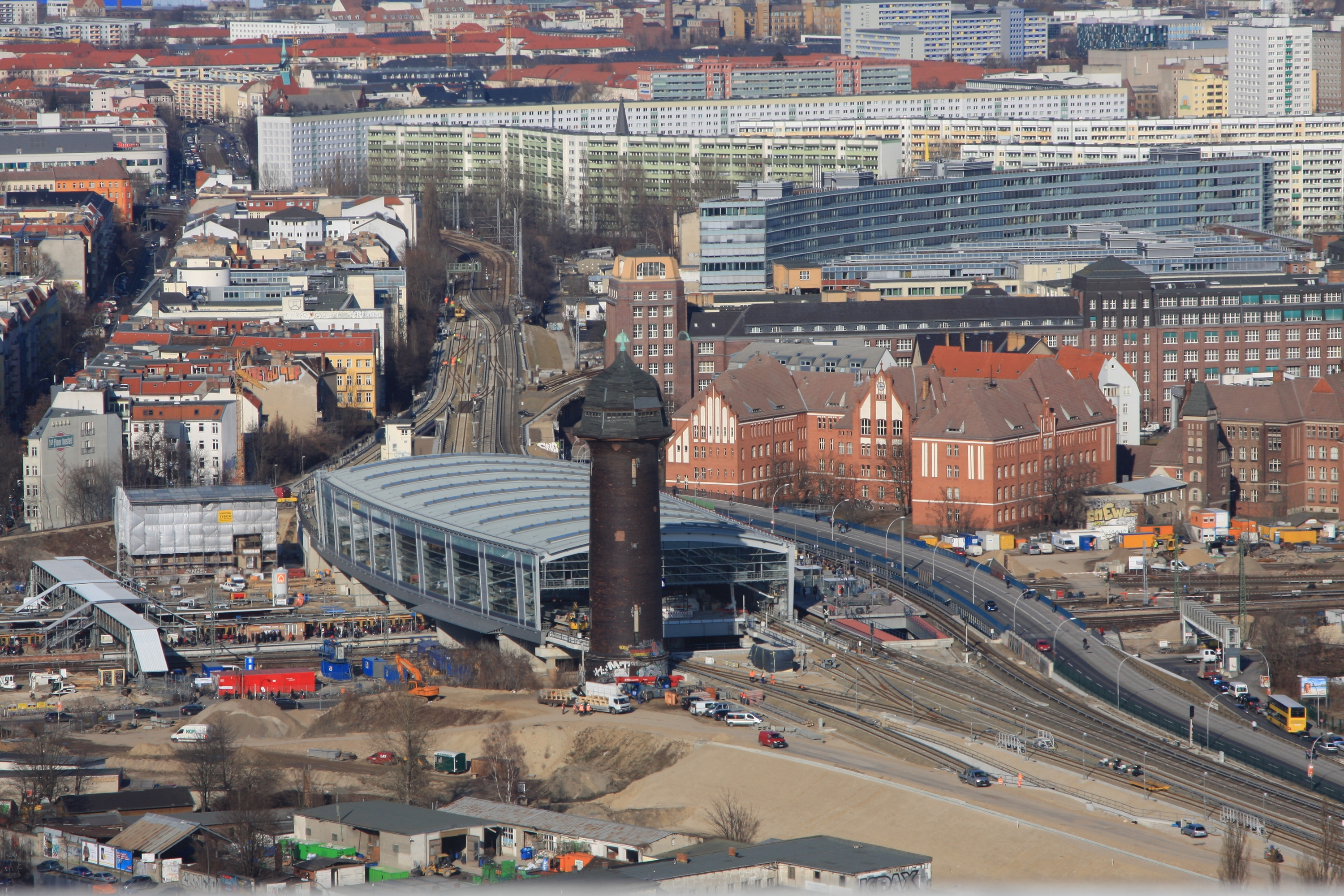
Gare de Berlin Ostkreuz

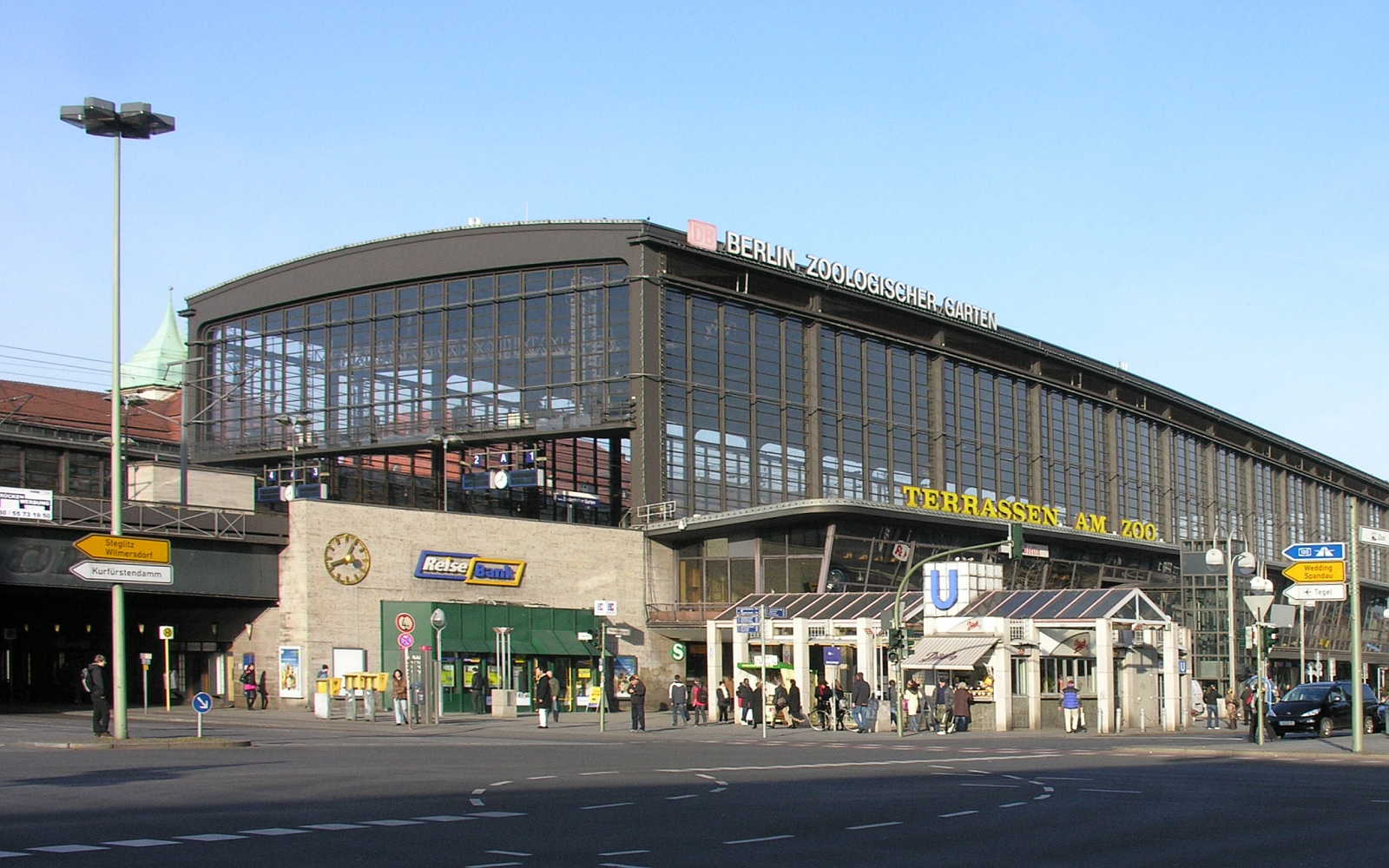
Gare de Berlin Zoologischer Garten

- Berlin (Hauptbahnhof, Charlottenburg, Grunewald, Lichtenberg, Schulzendorf, Spandau, Tempelhof, Wedding, Westend,  Alexanderplatz, Bellevue, Beusselstraße, Bornholmer Straße, Bundesplatz, Frankfurter Allee, Friedrichstraße, Gesundbrunnen,Hackescher Markt, Innsbrucker Platz, Jungfernheide, Messe Nord/ICC, Ostkreuz, Potsdamer Platz, Schöneberg, Schönhauser Allee, Sonnenallee, Springpfuhl, Südkreuz, Wannsee, Warschauer Straße, Westhafen, Westkreuz, Yorckstraße, Zoologischer Garten)
- Gare centrale de Bielefeld (Bielefeld Hauptbahnhof)
- Gare de Brebach
- Gare centrale de Brême (Bremen Hauptbahnhof)
- Gare centrale de Bremerhaven (Bremerhaven Hauptbahnhof)

### C
- Gare centrale de Coblence (Koblenz Hauptbahnhof)

### D
- Gare centrale de Darmstadt (Darmstadt Hauptbahnhof)
- Gare centrale de Dortmund (Dortmund Hauptbahnhof)
- Gare centrale de Dresde (Dresden Hauptbahnhof)
- Gare centrale de Duisbourg (Duisburg Hauptbahnhof)
- Gare centrale de Düsseldorf (Düsseldorf Hauptbahnhof)
- Gare de l'aéroport de Düsseldorf (Bahnhof Düsseldorf Flughafen)

### E
- Gare d'Emmendingen
- Gare centrale d'Erfurt (Erfurt Hauptbahnhof)
- Gare d'Erkner
- Gare centrale d'Essen (Essen Hauptbahnhof)

### F
- Gare de Fahrnau
- Gare de Francfort-sur-l'Oder
- Francfort-sur-le-Main (Hauptbahnhof, Flughafen (Fernbahnhof et Regionalbahnhof) et Midi)
- Gare centrale de Freudenstadt (Freudenstadt Hauptbahnhof)
- Gare centrale de Fribourg (Freiburg Hauptbahnhof)

### G
- Gare de Göppingen

### H
- Gare centrale de Hagen (Hagen Hauptbahnhof)
- Gare de Hagenbach
- Gare centrale de Hambourg (Hamburg Haputbahnhof)
- Gare centrale de Hanovre (Hannover Hauptbahnhof)
- Gare de Hausen-Raitbach
- Gare centrale de Heidelberg (Heidelberg Hauptbahnhof)
- Gare de Hennigsdorf Nord
- Gare de Hohenschöpping

### K
- Gare centrale de Kaiserslautern (Kaiserslautern Hauptbahnhof)
- Gare centrale de Karlsruhe (Karlsruhe Hauptbahnhof)
- Gare de Kehl
- Gare centrale de Kiel (Kiel Hauptbahnhof)
- Gare de Kleinblittersdorf
- Gare de Königs Wusterhausen
- Gare de Kork

### L
- Gare de Lahr (Schwarzw)
- Gare de Legelshurst
- Gare de Lehrte
- Gare de Leipzig-Plagwitz
- Gare de Lindau-Reutin
- Gare centrale de Leipzig (Leipzig Hauptbahnhof)
- Gare centrale de Lörrach (Lörrach Hauptbahnhof)
- Gare de Lörrach-Brombach/Hauingen
- Gare de Lörrach-Dammstraße
- Gare de Lörrach-Haagen/Messe
- Gare de Lörrach-Museum/Burghof
- Gare de Lörrach-Schwarzwaldstraße
- Gare de Lörrach-Stetten
- Gare centrale de Lübeck (Lübeck Hauptbahnhof)

### M

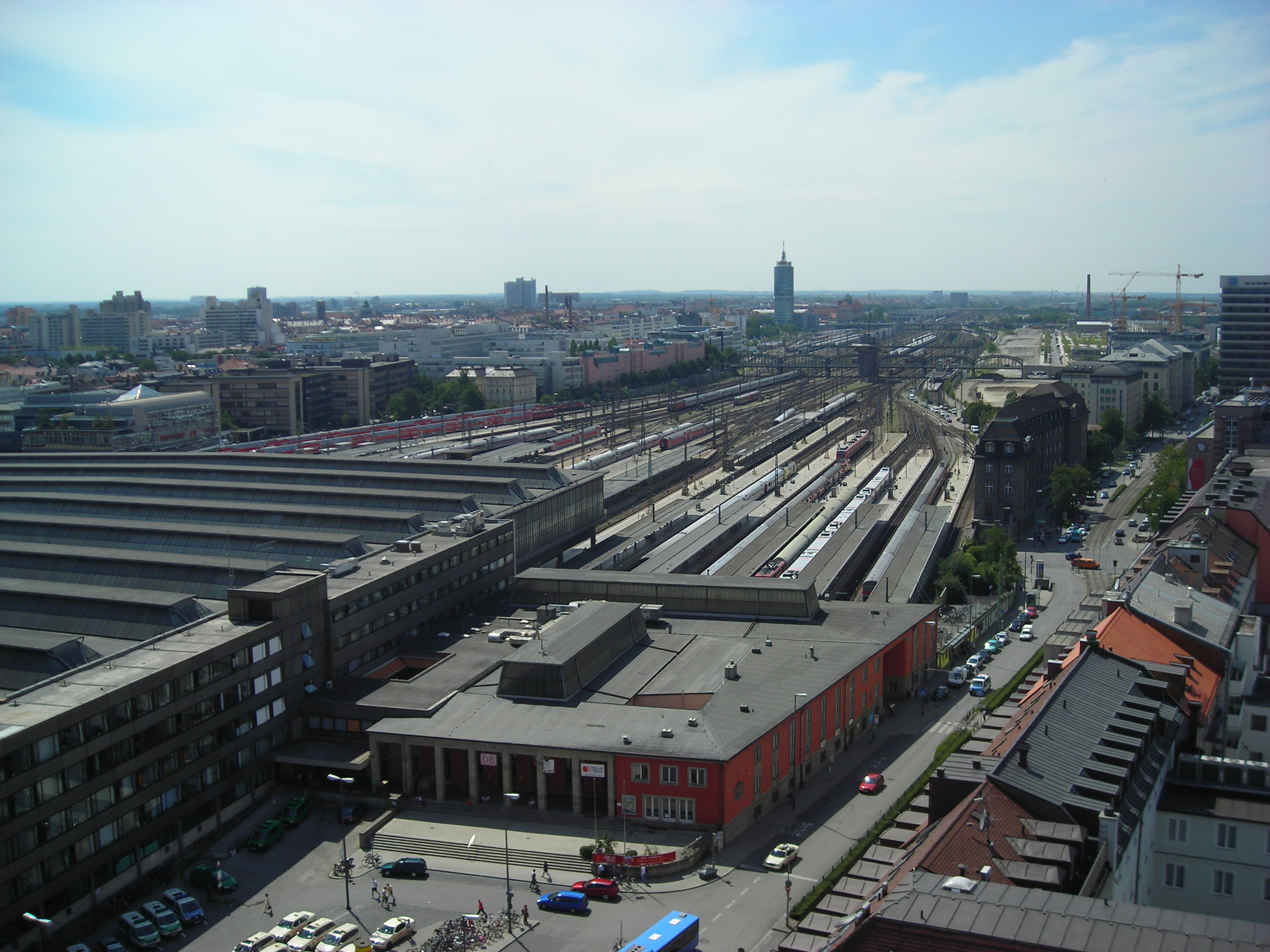
Gare centrale de Munich

- Gare centrale de Magdebourg (Magdeburg Hauptbahnhof)
- Gare centrale de Mannheim (Mannheim Hauptbahnhof)
- Gare de Maulburg
- Gare de Maximiliansau Im Rüsten
- Gare centrale de Mayence (Mainz Hauptbahnhof)
- Gare de Merzig
- Gare de Montabaur
- Gare centrale de Munich (München Hauptbahnhof)
- Gare de Munich Olympiastadion (fermée en 1988)
- Gare de Müllheim

### N
- Gare de Neuburg
- Gare de Neuenburg
- Gare centrale de Nuremberg (Nürnberg Hauptbahnhof)

### O
- Gare d'Offenbourg
- Gare d'Offenbourg-Kreisschulzentrum
- Gare centrale d'Oldenbourg (Oldenburg Hauptbahnhof)

### P
- Gare de Plochingen
- Gare centrale de Potsdam (Potsdam Hauptbahnhof)

### R
- Gare de Rastatt
- Gare de Ringsheim/Europa-Park
- Gare centrale de Rostock (Rostock Hauptbahnhof)

### S
- Gare centrale de Sarrebruck (Saarbrücken Hauptbahnhof)
- Gare de Schopfheim
- Gare de Schopfheim West
- Gare de Steinen
- Gare de Stolpe-Süd
- Gare centrale de Stuttgart (Stuttgart Hauptbahnhof)

### T
- Gare de Trèves

### U
- Gare centrale d'Ulm (Ulm Hauptbahnhof)

### W
- Gare de Weil am Rhein
- Gare de Weil am Rhein Ost
- Gare de Weil-Gartenstadt
- Gare de Weil-Pfädlistraße
- Gare de Wetzlar

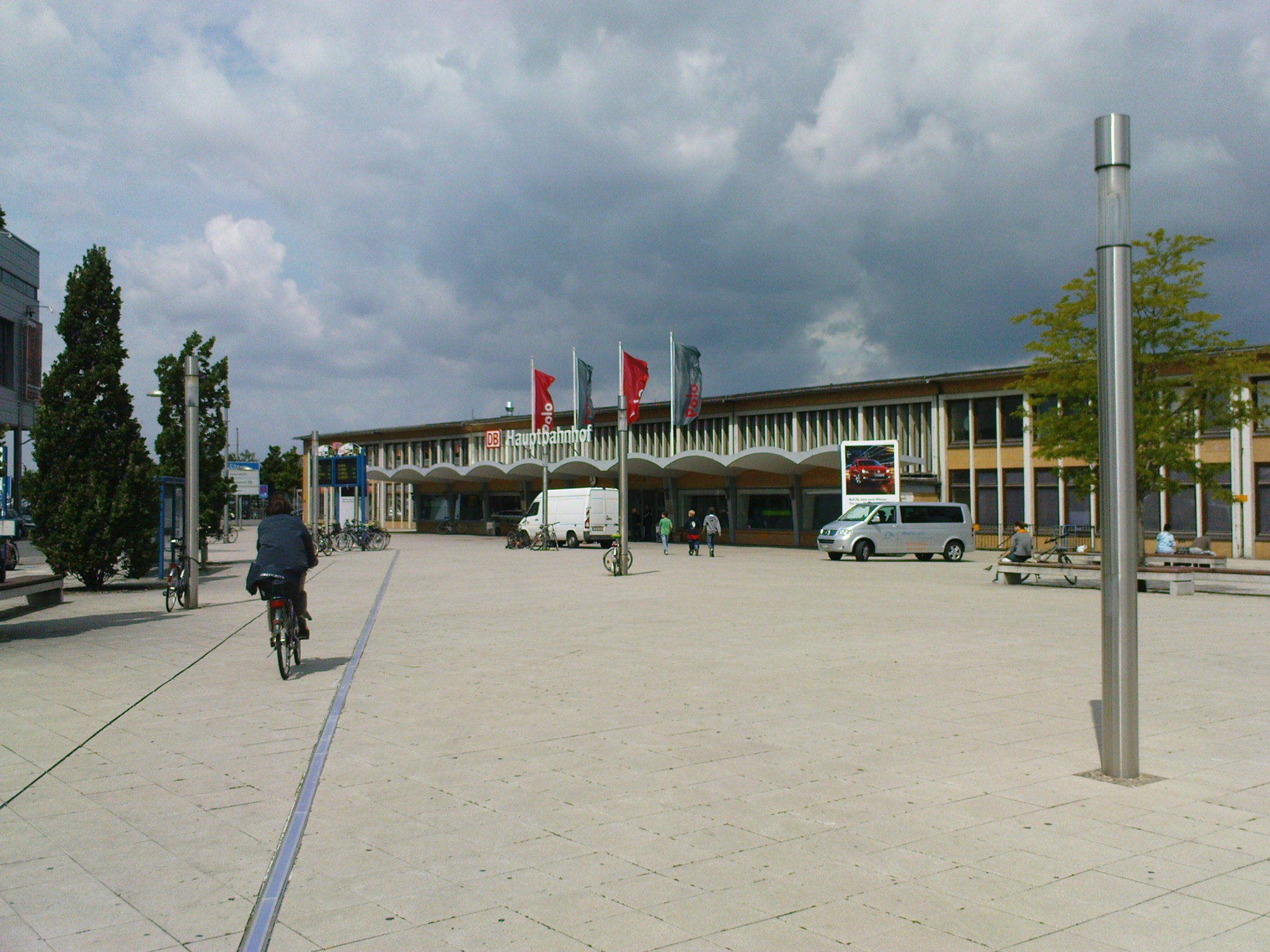
Gare centrale de Wolfsbourg

- Gare centrale de Wolfsbourg (Wolfsburg Hauptbahnhof)
- Gare de Wörth
- Gare centrale de Wuppertal (Wuppertal Hauptbahnhof)
- Gare centrale de Wurtzbourg (Würzburg Hauptbahnhof)

### Z
- Gare de Zell im Wiesental